# Sangorrín
Sangorrín es un despoblado medieval aragonés situado en el término municipal de Longás, en la comarca de las Cinco Villas y en el partido judicial de Ejea de los Caballeros en la Provincia de Zaragoza. 
Está situado en el norte del término municipal de Longás, cerca de los términos municipales de Bailo y Bagües.

## Historia
Según Agustín Ubieto Arteta, la primera referencia escrita es del año 970/994, donde aparece en la edición de Antonio Ubieto Arteta del Cartulario de San Juan de la Peña I (en Textos Medievales, 6, Valencia, 1972), donde están documentadas las variantes Sangorrin, Santgorrin, Sangorrine, Sangerriu y Sangurrin.
Actualmente se desconoce la ubicación exacta, pero queda reflejado en la toponimia pues hay un paraje al que se le denomina Sangorrín en el que existen unas ruinas de un corral que hasta épocas recientes se utilizó para guardar ganado al que se le llama corral de Sangorrín.